# Circuito di Mallory Park
Il circuito di Mallory Park è un tracciato inglese situato nelle immediate vicinanze del paese di Kirby Mallory, appena fuori dalla A47, tra Hinckley e Leicester.
Il circuito è piuttosto breve e solo la pista di Lydden Hill, tra tutti i circuiti britannici, è più corta.
Mallory Park, che ha al suo interno anche un lago, è utilizzabile in varie configurazioni, dall'ovale di un miglio (1,6 km) e da piste di varia lunghezza e numero di curve.
Nonostante la sua lunghezza il tracciato Mallory Park è considerato uno dei circuiti più veloci di tutta la Gran Bretagna. Le principali caratteristiche di questo circuito sono la lunga curva veloce Gerards e il tornante Shaws.
Nelle immediate vicinanze della pista stradale è situato anche il circuito destinato alle competizioni di motocross e che ha ospitato la prova britannica del Campionato mondiale di motocross.